# لزلی ترنر باوری
 لزلی ترنر باوری (انگلیسی: Lesley Turner Bowrey؛ زاده ۱۶ اوت ۱۹۴۲) یک تنیس‌باز اهل استرالیا است.